# MHK Group
Die MHK Group AG ist ein 1980 von Hans Strothoff (1950–2020) gegründetes Dienstleistungsunternehmen für mittelständische Fachhandels- und Handwerksunternehmen rund um das Thema Haus und Wohnen mit Sitz in Dreieich bei Frankfurt am Main und rund 600 Mitarbeitern. Im Jahr 2020 erzielten die 3.472 der MHK Group angeschlossenen Gesellschafter im In- und Ausland mit einem Außenumsatz von 7,657 Mrd. Euro das bislang höchste Umsatzergebnis.

## Unternehmensstruktur
In den Branchen Küchen/Möbel, Sanitär/Heizung/Klimatechnik und Wohnbau ist die MHK Group eine der führenden Einkaufskooperationen in Europa mit Tochtergesellschaften in Belgien, Großbritannien, den Niederlanden, Österreich, der Schweiz und Spanien.
Seit dem 1. April 2017 ist das Portal MHK kueche.de online.
Nach dem Tod von Hans Strothoff im Jahr 2020 wurde Werner Heilos als neuer Vorstandsvorsitzender der MHK Group AG bestätigt. Bereits im Jahre 2000 wurde die Nachfolge in Verbindung mit einer Stiftung geregelt. Volker Klodwig, der in letzter Position Head of Sales Europe bei BSH Hausgeräte in München war, wurde zum 1. April 2023 Nachfolger von Werner Heilos bei der MHK Group AG, nachdem dieser in den Ruhestand wechselte.